# Mythe d'Adapa
Le Mythe d'Adapa, la Légende d'Adapa ou Adapa et le Vent du Sud est un récit mésopotamien, écrit en sumérien et en akkadien. Reconstitué à partir de fragments de tablettes découverts à Tell Haddad, El Amarna, Nippur et Ninive et dont les dates d'écriture varient entre la période paléo-babylonienne (2000 - 1595 av. J.-C.) et le VIIe siècle av. J.-C. Il pourrait y avoir des origines bien antérieures à la période paléo-babylonienne.
Le récit raconte l’histoire d'Adapa, serviteur du dieu Ea (Enki en sumérien) — patron des arts et des techniques — dans son palais d'Eridu. Un jour, alors qu'il va pêcher sur un bateau du poisson pour son maître, il est dérangé par Šutu, l'oiseau Vent du sud, qui fait giter son embarcation. Dans sa colère, Adapa maudit la créature et en brise l'aile. Cet acte compromet l'équilibre naturel et suscite la colère du dieu céleste Anu, père de tous les dieux, qui convoque Adapa dans les cieux.
Ea, craignant pour la vie de son serviteur, défait les cheveux de celui-ci, le revêt d'un habit de deuil et lui explique la conduite à tenir afin de se sortir de ce mauvais pas ; il doit d'abord amadouer les dieux des palmiers et des dattiers, Ningishzida et Dumuzi qui se tiennent à la porte du ciel en leur disant qu'il porte le deuil de leur disparition et ainsi s'attirer leur soutien auprès d'Anu. Il devra aussi refuser tout ce qu'Anu lui donnera à boire ou à manger, mais il doit accepter le vêtement et le parfum.
Arrivé à la demeure céleste du dieu Anu, Adapa s'est attiré la sympathie des dieux de la fertilité Dumuzi et Ningishzida. Devant Anu conseillé par les deux dieux de la fertilité, Adapa se comporte comme prévu. Il refuse la nourriture et la boisson mais accepte le vêtement et le parfum. Admiratif devant la clairvoyance d'Adapa, Anu, dans la version d’El Amarna, renvoie immédiatement Adapa parmi les vivants ou, dans les versions de la Bibliothèque d'Assurbanipal et de Tell Haddad, lui montre les secrets du ciel avant de le renvoyer sur terre.
Le récit possède, en fonction de ses versions connues, une introduction plus ou moins longue et des conclusions variant légèrement. Deux versions contiennent une incantation propre à apaiser le Vent du Sud. Mythe pour beaucoup, légende pour Jean Bottéro, le récit est depuis longtemps considéré comme centré autour de l'immortalité des dieux face à la mortalité des hommes. Mais, il aborde aussi des thèmes relatifs à la magie, à la médecine, aux exorcismes et à la prêtrise d'Eridu et de toute la Mésopotamie du Ier millénaire av. J.-C.

## Les sources

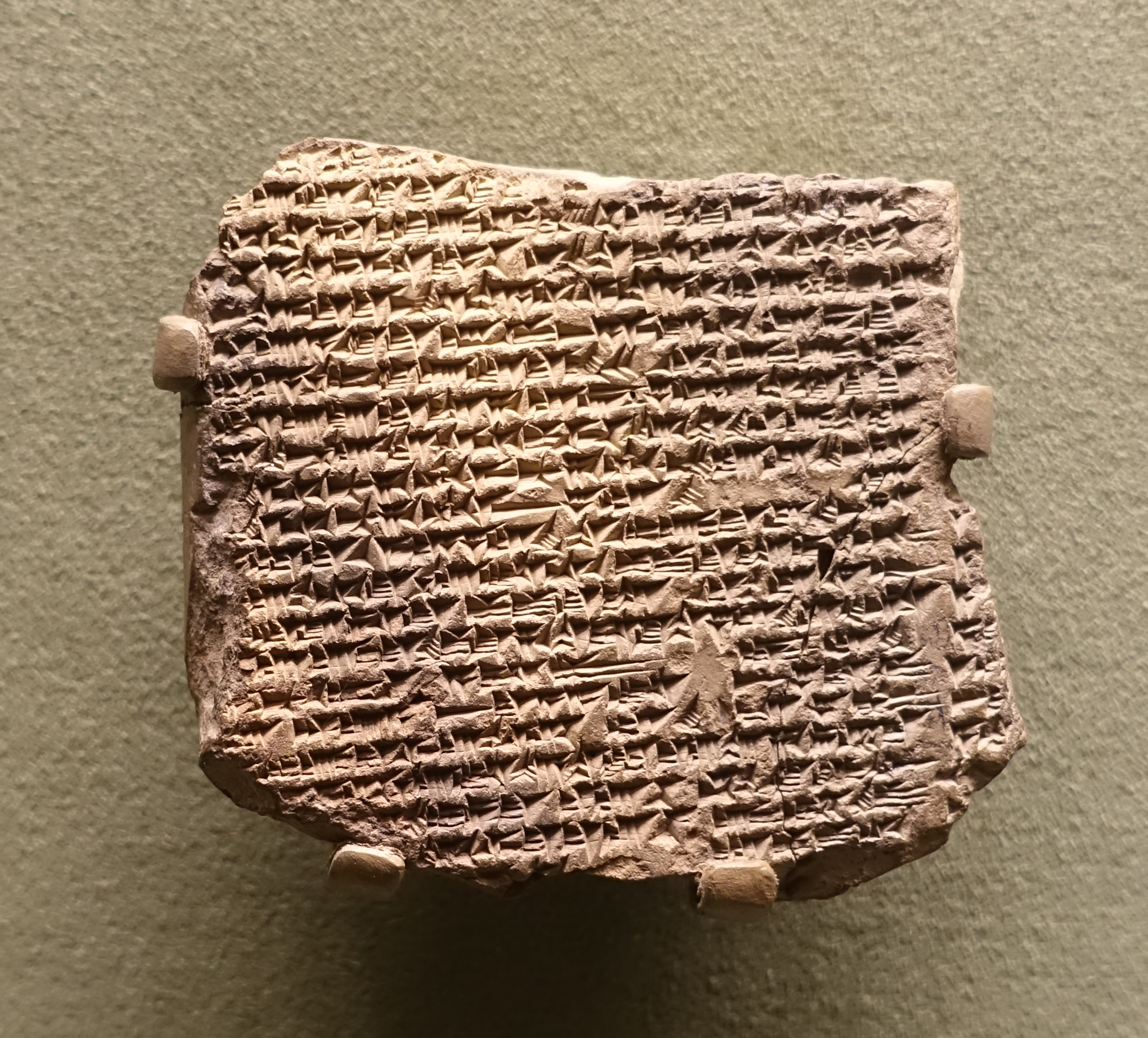
Fragment A du Mythe d'Adapa de l'époque néo-assyrienne découvert dans la Bibliothèque d'Assurbanipal (MLC 1296), Morgan Library and Museum.

Le Mythe d’Adapa est connu en akkadien par six fragments de textes cunéiformes découverts à El Amarna et dans la Bibliothèque d'Assurbanipal à Ninive et en sumérien à travers plusieurs versions et tablettes découvertes à Tell Haddad (ancienne Me-Turan) et à Nippur.
Un premier fragment issu de la Bibliothèque d'Assurbanipal — connu aujourd’hui comme le fragment D — est traduit par Georges Smith en 1876. Cependant, l’assyriologue ne possédant pas assez d’éléments pour identifier son contenu comme une partie du mythe, l’attribue au poème d’Erra et Nishum. Ce n’est qu’après la découverte d’un fragment plus large en 1887 dans les archives égyptiennes d’El Amarna — le fragment B — et son rapprochement avec le fragment D que les historiens prennent connaissance du Mythe d’Adapa. Daté du XIVe siècle av. J.-C., ce fragment B est le plus volumineux connu du récit.
La tablette d'El Amarna est découverte avec une autre qui contient une transcription du mythe de Nergal et Ereshkigal. Elles sont toutes deux écrites par le même scribe dans la même argile. D'après une étude du style d'écriture et de la formulation grammaticale des deux textes, le scribe est fort probablement babylonien mais ne semble pas les avoir écrits à Babylone, mais plutôt en Égypte sous la dictée. Ce fragment semble contenir une introduction au récit qui paraît tellement courte en comparaison du fragment D et de la version sumérienne de Me-Turan qu'il se pourrait qu'il soit la seconde partie d'un ensemble de deux tablettes. Le chercheur Shlomo Izreʾel rejette l'idée que la présence du texte du Mythe d'Adapa dans une bibliothèque égyptienne puisse être un indice de notoriété du récit en dehors de la Mésopotamie. Il conclut plutôt qu'il pourrait s'agir d'un texte scolaire visant à enseigner l'écriture akkadienne à des scribes égyptiens. 
Les autres fragments connus (dont le fragment D) sont issus de la « Bibliothèque d'Assurbanipal » de Ninive en Assyrie, et datent du VIIe siècle av. J.-C. Parmi ceux-ci, trois petits fragments (A, A1 et E) et les fragments C et D qui donnent le début et la fin de l'histoire. Les fragments C et D sont deux segments d'un même texte dont la fin contient une incantation. Le fragment D propose une légère variante au fragment B au niveau la réaction d'Anu face au refus d'Adapa de consommer la nourriture offerte. Le fragment A contient un bref prologue dont il manque le début : il semble raconter la création d'Adapa et résume l'histoire. Dans ce prologue, il y a également un passage évoquant les paroles d'Uta-Napishtim dans l’Épopée de Gilgamesh qui concerne la vie éternelle et l'existence d'Adapa. L’historien Sergio Picchioni remarque la présence d'un incipit dans le fragment E de la Bibliothèque d’Assurbanipal et dans le fragment B d'El Amarna qui pourrait attribuer un autre titre au Mythe d'Adapa : Adapa dans les cieux,,.
Une version sumérienne datée de la période paléo-babylonienne (2000 - 1595 av. J.-C.) est découverte en 1980 à Tell Haddad dans le Djebel Hamrin (est de l'Irak). En deux copies aux contenus apparemment identiques, écrites par deux scribes différents, sous forme d'une tablette en deux colonnes chacune, cette version est, dans son déroulement, semblable à la version akkadienne. Elle constitue cependant la seconde partie d’un texte dont la première est une description des moments qui suivent immédiatement le Déluge, le rassasiement des dieux et l’organisation des êtres humains,. Pour Antoine Cavigneaux, le sumérien fautif utilisé dans les deux copies de Tell Haddad suggère que leurs scribes sont plutôt akkadophones et que cette langue est utilisée pour donner plus de beauté, d'autorité et d’efficacité au récit plutôt considéré comme une incantation. De plus, pour le chercheur, les nombreuses ellipses présentes dans la version de Tell Haddad laissent supposer que le texte s'adresse à un public qui connaît déjà l'histoire. Par conséquent, le Mythe d’Adapa tel qu’il est narré dans la tablette d’Amarna du XIVe siècle av. J.-C., semble déjà connu et fixé dans sa forme rédactionnelle dès l’époque paléo-babylonienne.
Un autre ensemble de fragments sumériens beaucoup plus petits que les précédents sont découverts à Nippur en 1992. Le plus petit des deux concerne la plaidoirie d'Adapa face à Anu, les maigres informations qu'ils contiennent semblent difficiles à harmoniser avec les versions précédemment découvertes à Tell Haddad. Ce fragment d'une épaisseur maximum de 3,5 cm constitue une portion du bas d'une tablette de deux colonnes. Un autre fragment constitue l'extrémité gauche de ce qui était probablement une tablette constituée de deux ou plusieurs colonnes. Les historiens ignorent encore si ce fragment fait partie de l'avers ou du revers de la tablette. Le style et le format de l'écriture indiquent qu'il date de la période médio-babylonienne (1500 - 1000 av. J.-C.), période correspondant à celle de la version akkadienne de Tell Amarna. Ce petit fragment est rédigé dans un sumérien approximatif et il peut tout aussi bien s’intégrer à un texte sumérien unilingue qu'à un texte bilingue. Il semble également, comme pour son homologue de Tell Haddad, une traduction de l'akkadien. Comme pour la version akkadienne, ce fragment présente également la partie du récit où Adapa explique au dieu Anu les actions qu'il a commises envers le Vent du Sud, partie qui n'est pas incluse dans la version sumérienne paléo-babylonienne de Tell Haddad.

## Les personnages

### Adapa

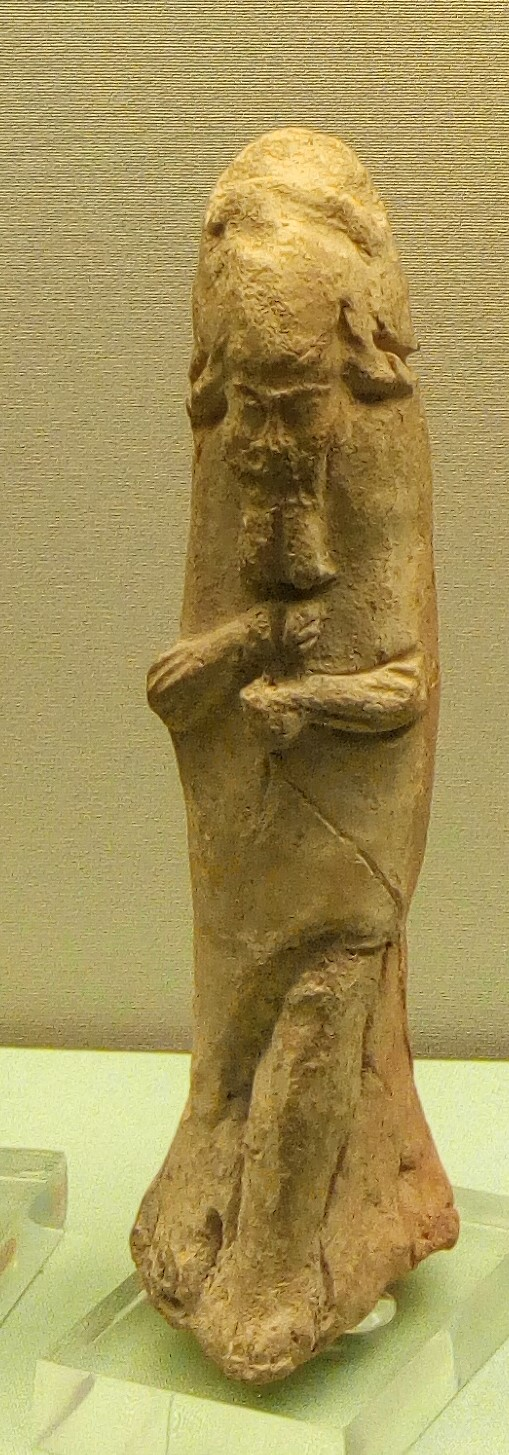
Statuette représentant un sage-apkallu vêtu d'un costume en forme de poisson. Période néo-assyrienne, British Museum.

Adapa (Adaba, dans les versions sumériennes) est présenté dans le fragment A comme un initié doté d’une incroyable intelligence et pourtant humain et mortel : « il[Éa] lui donna la sagesse, il ne lui donna pas la vie éternelle ». Originaire d’Eridu, il tient le rôle de « fils » d’Ea choisi parmi le peuple. Habile et le plus sage d'entre les Anunnaki, il accomplit les rites du temple d'Eridu : préparer la nourriture et les boissons, arranger la table du culte et pêcher dans le Golfe Persique,. Mais, cette description des fonctions du personnage d'Adapa est notamment contestée par le chercheur Philippe Talon pour qui Adapa n'est, au début de l'histoire, que le portier d'Eridu alors que la qualité d'Anunnaki préparateur des rites est attribuée au dieu Ea,.
La figure d'Adapa apparaît également dans de nombreuses sources en dehors de la littérature mythique (lettres, monuments royaux, incantations…). Elles datent pour la plupart du Ier millénaire av. J.-C. et Adapa y est généralement décrit comme un exorciste ou un sage. Son nom est souvent utilisé comme épithète pour qualifier une personne très intelligente. Ces textes le rattachent à l'ancienne tradition d'Uruk des sept sages antédiluviens — les apkalu —et, plus particulièrement, au premier sous le nom plus complet de U.AN.ADAPA, un être hybride mi-homme, mi-poisson, identifié par Bérose comme Oannès. Adapa est le prototype du sage qui transmet à l'humanité les techniques civilisatrices élaborées par son maître Enki/Ea. Il est connu comme le premier prêtre d'Eridu, la ville d'Ea, où, à l'aide de sa magie, de sa médecine et de ses connaissances, il délivre les hommes de la maladie,. Adapa pourrait également être assimilé au septième apkallu, U-TU-ABZU, voulant dire « Né de l'Apsû », l'Apsû étant le lieu d'origine du dieu Enki/Éa.
Cependant, pour plusieurs chercheurs comme Antoine Cavigneaux ou Shlomo Izreʾel, les origines du personnage d'Adapa restent encore très incertaines. Adapa ne semble pas se rattacher directement à la tradition d'Uruk et à cette liste des sages. Il n'y apparaît pas formellement et ce qu'il reste de la version de Me-Turan n'y fait pas allusion. Cette tradition des sept sages étant très ancrée en Mésopotamie jusqu'au Ier millénaire av. J.-C., le personnage d'Adapa — qui, en outre, est post-diluvien dans le récit — apparaît plutôt comme en contradiction avec celle-ci. Il semble donc que le rattachement du personnage d'Adapa à l'un des sept apkallus originels ne se soit produit que très tardivement,,. Adapa pourrait même appartenir à une théologie spécifique à la ville d'Eridu où les prêtres officiaient habillés d'un costume de poisson, s'opposant à la tradition officielle de Nippur.

### Enki/Ea
Dieu des eaux douces souterraines (l'Apsû) Enki (Ea en akkadien) commence à vivre dans les eaux d'Apsû avant même que les êtres humains voient le jour. Sa femme Ninhursag, sa mère Nammu et une variété de créatures subordonnées y résident également. Son principal sanctuaire est l'Eabsû (« Maison de l'Apsû »).
Patron des arts et des techniques, il est le dieu civilisateur et ordonnateur du Monde. Il est le maître des « Me » qu'il garde dans sa ville, Eridu. C'est, d'ailleurs Inanna qui, dans le mythe d'Inanna et Enki, lui en dérobe une partie. Il instruit les hommes, par l'intermédiaire des apkallu et d'Adapa. Ingénieux et intelligent, il se rend indispensable aux autres dieux par la résolution des problèmes les plus ardus : dans Nergal et Ereshkigal, il aide Nergal à réparer l'affront dont ce dernier s'est rendu coupable auprès d'Ereshkigal, dans l’Épopée de la Création, il sauve les jeunes dieux de la colère de l'Apsû, et il ressuscite Inanna morte dans les Enfers. Tous ces actes font qu'Enki se révèle ordinairement comme le protecteur des hommes, alors que la tradition fait des autres dieux la source des problèmes qui affligent les humains.
Dans le Mythe d'Adapa, Éa est surtout évoqué comme le créateur des hommes destinés à servir les dieux. Avant le Déluge, les premiers dieux, les Anunnaki — dont Éa — dirigent le monde et sont servis par les Igigi. À la suite du travail épuisant qui leur est demandé par leurs maîtres, ceux-ci se révoltent. Éa crée alors les hommes afin de continuer le travail des Igigi pour servir les dieux. L'homme est fabriqué à partir d'argile, ce qui le rend  friable et le différencie des dieux par sa mortalité.

### Dumuzi et Ningishzida

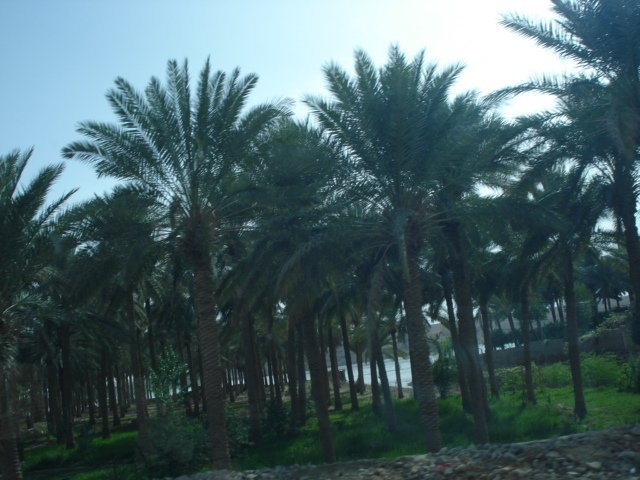
Dattiers près de l'Euphrate dans la région de Bagdad (Irak).

Dumuzi et Ningishzida sont, dans la mythologie mésopotamienne, deux dieux très semblables : ils sont tous deux attachés à la fertilité et aux cycles saisonniers de la nature et sont également reconnus comme les protecteurs des palmiers-dattiers. En cela ils sont condamnés à mourir chaque année sous la chaleur de l'été pour renaître au printemps. Des mythes comme la Descente d'Inanna aux Enfers et le Voyage de Ningishzida aux Enfers possèdent des similitudes significatives comme l'enlèvement des deux dieux afin de les emmener dans les Enfers mésopotamiens,.
Dans le Mythe d'Adapa, Ningishzida et Dumuzi sont souvent présentés comme les gardiens du palais d'Anu et il semble étrange que deux dieux chthoniens se trouvent dans le Ciel d'Anu,. Mais, Georges Roux remarque que rien dans le mythe n'indique que Ningishzida et Dumuzi sont des gardiens : Éa avertit Adapa que les dieux Ningishzida et Dumuzi « à la porte d'Anu se tiendront ». Les deux dieux seraient là en qualité de dieux des dattiers,.

### Le Vent du Sud
Le Vent du Sud dont Adapa a brisé les ailes est un vent annuel bien connu des Mésopotamiens : le sûtu. Chaud, humide et désagréable, ce vent d'une force redoutable entraîne inconfort, tempêtes et favorise parfois les maladies. Mais, il amène aussi les pluies et fait fructifier les dattiers. Sans lui, aucun fruit ne se développe ni ne mûrit sur l'arbre. Ainsi, pour Georges Roux, il est tout à fait normal qu'Adapa, en route vers le palais d'Anu rencontre sur son chemin Ningishzida et Dumuzi forts contrariés par l'absence du vent bénéfique aux dattiers dont ils sont les protecteurs,.
Cependant, dans plusieurs textes extérieurs au Mythe d'Adapa, le dieu Ea est également associé au Vent du Sud. Dans une incantation, le Vent du Sud est identifié comme le « bien-aimé d'Ea », un texte en assyrien moyen (écrit du XIVe au XIe siècle av. J.-C.) parle du Vent du Sud comme « serviteur » d'Ea et un troisième texte assigne le Vent du Sud à « Ea, père des dieux ». Pour Shlomo Izre'el, le Vent du Sud est « un outil dans les mains d'Ea ».

### Anu
Dans la mythologie mésopotamienne, père de tous les dieux, Anu (An, en sumérien), est le dieu du ciel, de la végétation et de la pluie. Il habite au royaume des cieux et il a le pouvoir de juger tous les criminels. Il est notamment le père d'Enki. Il est donc l'ancêtre, la source et le garant du pouvoir.
Anu est, en fonction des successives unifications des diverses traditions religieuses sumériennes et akkadiennes, celui qui préside l'assemblée des dieux où il règne seul. Dans la version sumérienne de Nippur du Mythe d'Adapa et dans sa version akkadienne d'El Amarna, le dieu Anu est seulement appelé « roi » et non pas « roi des dieux », ce qui indique que ces versions ne font aucune mention d'une assemblée de dieux et qu'Anu règne seul.

## Mythe ou légende
La catégorisation du récit comme mythe ou légende fait l'objet de discussions. Ne mettant en scène qu'un personnage central humain, Jean Bottéro considère le récit comme une légende et non comme un mythe. Cependant, c'est une position marginale : d'autres chercheurs comme Sara J. Milstein ou Antoine Cavigneau parlent du « Mythe d'Adapa ». Shlomo Izre'el estime que le récit illustre un parallèle entre la société des vivants et celle des dieux et, donc, peut être classé dans les récits mythologiques. Philippe Talon argue que le récit concerne assez de thèmes mythologiques pour être qualifié de mythe.

## Le récit

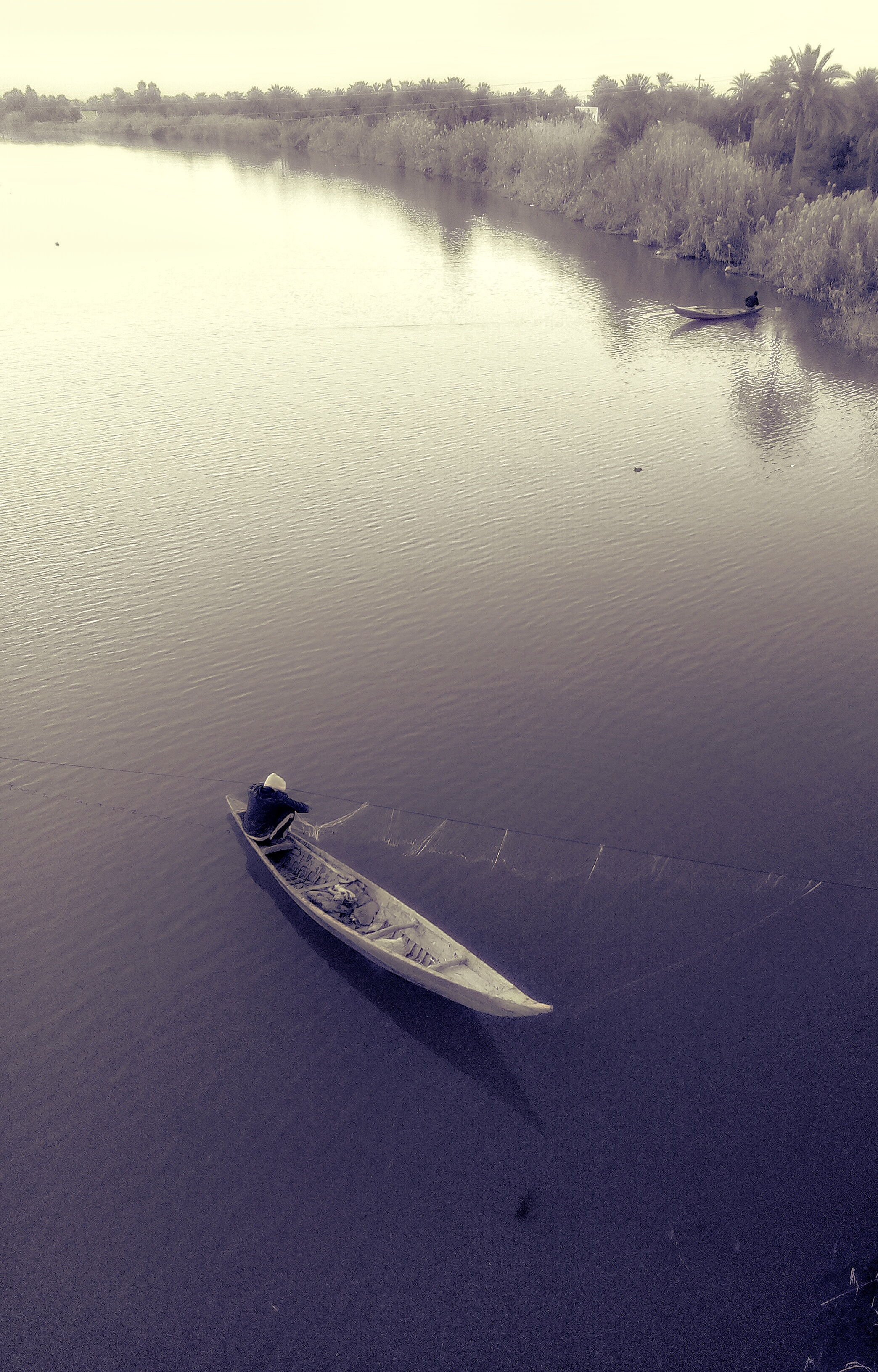
Un pêcheur sur son bateau sur l'Euphrate dans le sud de l'Irak.

Dans le fragment B d'El Amarna et dans le fragment C de Nippur— dont les contenus se chevauchent —, Adapa sert fidèlement Ea son dieu et en assure les divers rites, s'occupe de la table et ferme le verrou de la cité. Un jour, alors qu'il va pêcher du poisson sur un bateau sans rames et sans godille pour son maître, son navire part à la dérive et il est dérangé par Šutu, l'oiseau Vent du Sud, qui fait vaciller son embarcation. L'oiseau précipite le pêcheur dans la mer (dans les eaux du seigneur, dans le fragment B). Dans sa colère, Adapa qui, pour la première fois de sa vie, rencontre quelques difficultés, souhaite à haute voix que l'aile de la créature se brise. Aussitôt que les paroles sont prononcées, le souhait se réalise. Dans le déroulement de l'histoire, la version sumérienne de Tell Haddad est identique aux documents akkadiens.
[Au] quai pur, au Quai-du-Disque-Lunaire, il(Adapa) embarqua sur un bateau,

[mais sans] gouvernail, son bateau dériva,

[sans même] une perche, il tenta de diriger son bateau,

[(il arriva ainsi au milieu)] de la vaste mer ...
— La légende d'Adapa - version akkadienne - (Texte de Tell Amarna)
La suite de l'histoire est connue par le fragment D (Bibliothèque d'Assurbanipal) et par la version sumérienne de Tell Haddad. Sept jours plus tard, le dieu Anu, le père des dieux, dérangé par les perturbations de l'ordre naturel provoqué par l'absence du Vent du sud, apprend de son vizir que cette situation inconvenante est provoquée par Adapa et convoque le pêcheur en son Ciel. Mais, avant la comparution, Ea, craignant la perte de son serviteur, donne à Adapa des vêtements de deuil et met des poux dans ses cheveux. Il lui explique ensuite la conduite qu'il devra tenir en arrivant au Ciel : il devra dire à Dumuzi et Ningshzida qui se trouveront sur le chemin du ciel qu'il porte le deuil des deux dieux qui sur terre sont morts et, une fois devant Anu, il devra refuser la « nourriture de mort » et la « boisson de mort » qui lui seront offertes. Mais, il pourra accepter le vêtement et l'huile qui lui seront proposés,.
Sept jours et sept nuits s’écoulèrent, le vent du sud [ne soufflait plus sur le pays]

Alors le grand, le divin An ...

s’adressa à son vizir Kagia :

« Allons, mon vizir, mon interlocuteur, mon Kagia, idéal [d’habileté (?)],

Pourquoi, depuis sept jours et sept nuits le vent du sud ne souffle-t-il plus sur le pays ? »

Kagia répondit à An, roi des dieux :

« Monseigneur, c’est Adaba l’apkallu, le citoyen d’Eridu.

Au pur quai, au quai de [la nouvelle lune] il pilotait la barque,

sans rame [il laissait le bateau aller au fil de l’eau,]

sans godille [il remontait le courant.] » …
— La légende d'Adaba - version sumérienne - (Textes de Tell Haddad)
Dans la version sumérienne de Tell Haddad, cet épisode est légèrement différent  : Enki recommande à Adaba de non seulement refuser l' « eau à boire » et le « pain à manger » car ils sont mortels, mais il doit aussi refuser le vêtement. En outre, Enki lui recommande de laisser tomber sa chevelure et de la laisser s'infester de poux.
« Adaba, tu vas monter chez le Père, mais n’aie pas peur (?), n’accepte pas.

Quand il t’offrira du pain à manger, n’accepte pas.

Quand il t’offrira de l’eau à boire, n’accepte pas.

Le pain et l’eau sont des présents mortels; quand il te les offrira, n’accepte pas!

Quand il te fera porter un habit (quand il te tendra la main ??), n’accepte pas!

Quand il te fera offrir du parfum (?), mets-en sur toi!

Adapa, tu laisseras tomber ta chevelure, laisse-la s’infester de poux (?). »
— La légende d'Adaba - version sumérienne - (Textes de Tell Haddad)
La fin de l'histoire est connue par les fragments B, C et D. Arrivé dans la demeure céleste du dieu Anu, Adapa s'attire, par son attitude de deuil, la sympathie des deux dieux de la fertilité Dumuzi et Ninĝišzida. Arrivé devant Anu il se voit offrir la « nourriture de vie » et la « boisson de vie ». Adapa refuse ce que son dieu lui a dit être une nourriture et une boisson de mort mais accepte le vêtement et le parfum qu'Anu lui offre ensuite. Après quoi Anu lui demande d'exposer les raisons pour lesquelles il a brisé l'aile du Vent du Sud. Adapa répond simplement qu'il pêchait alors que l'oiseau a renversé son bateau et que « Dans la colère de mon [son] cœur » il lui a brisé les ailes. En fonction du fragment B ou D, la conclusion est différente : dans le fragment B, Anu fait remarquer à Adapa que celui-ci a perdu la seule chance devenir immortel et le renvoie « à sa glèbe ». Dans le fragment D, Anu semble montrer à Adapa la magnificence du ciel, le libérer du service d'Éa, le mettre à son service et donner au pêcheur le pouvoir de guérir les maladies. Le fragment D et le texte sumérien de Tell Haddad finissent par une incantation de soin contre les maladies apportées par le Vent du Sud. Cette incantation repose sur le fait qu'Adapa, la « Graine de l'Humanité » (fragment D), a réussi à en briser l'aile,,.
Adapa a contemplé les cieux de leur base

à leur sommet et il en a vu la splendeur.

[Alors], Anu plaça sur Adapa la garde ? (des fonctions ?).

Ensuite d'Ea, il établit la liberté.

Anu, pour faire resplendir à jamais sa souveraineté décréta le destin :

Il pardonna Adapa, la Graine de l'Humanité,

[qui, de ses propres] forces, avait brisé victorieusement l'aile du Sud

[et qui ensuite] était monté aux cieux : "Qu'il en soit ainsi !

[La maladie] dont le souffle frappe méchamment les gens,

la maladie qui s'installe dans le corps des gens,

[qu'avec lui], la pure Ninkarrak (les) apaise !

Que s'en aille le simmu (type de maladie), que s'en retourne la maladie !

Sans lui, que survienne la fièvre,

et que le malade (?) ne puisse dormir d'un bon sommeil !
— La légende d'Adapa - version akkadienne - (Textes de la Bibliothèque d'Assurbanipal),
Dans la version sumérienne de Tell Haddad, la « nourriture de vie » et la « boisson de vie » deviennent la « nourriture à manger» et la « boisson à boire ». Adaba les refuse, rejette également le vêtement, mais accepte l'huile. La réaction de An est légèrement différente : il sourit et en conclut qu'Enki lui a interdit de boire et manger afin qu'il ne lui « donne pas sa vie » (celle d'Enki). An s'adresse ensuite à l'assemblée des dieux et, devant elle, demande à Adapa pourquoi il a brisé l'aile du Vent du Sud. Il fixe ensuite le destin du Vent du Sud, qu'Enki soignera. Le dieu An fera descendre les instructions, les Règles, les lois d’An dans le pays. Le texte termine par une incantation à dire à un homme malade. On demande aussi au Vent du Sud de, lorsqu'il se lève, ne pas toucher le corps pour que la maladie quitte celui-ci.

## Les origines du mythe
Apparemment, le Mythe d'Adapa a des origines bien antérieures à la période paléo-babylonienne et donc aux plus vieux manuscrits aujourd’hui à disposition des chercheurs. Ceux-ci pourraient être écrits en s’inspirant d’un modèle prototype plus ancien. Plusieurs indices tant étymologiques que culturels amènent les chercheurs vers cette possibilité.
Même si les textes akkadiens ne présentent aucun « sumérianisme », il subsiste dans les versions akkadiennes d’anciennes formulations très typiques au sumérien du IIIe millénaire av. J.-C. Parmi ces indices, le chercheur Komoróczy Géza remarque l’utilisation de la formulation « En ces jours, en ces nuits, en ces années, là » typique des récits sumériens et Shlomo Izre’el souligne l’usage quasi continu de constructions de phrases terminant par le verbe, ce qui est une caractéristique très présente dans la langue sumérienne alors que l’akkadien littéraire fort souple dans ce domaine permet une utilisation très variée de cet ordre grammatical.
Par ailleurs, les deux dieux Dumuzi et Ningishzida apparaissent dans le récit comme dieux mourants de l’abondance et des dattiers, alors qu’à l’époque de l’écriture des plus anciens manuscrits connus, ces deux dieux sont depuis longtemps relayés à des fonctions de gouvernance des enfers mésopotamiens. Le fait que l’histoire se déroule à Eridu, ancien centre religieux des premiers âges de la Mésopotamie, peut également être considéré comme un indice d’ancienneté du mythe, tout comme l’évocation des Anunnaki dans le fragment A du mythe,.
L’étude climatique contemporaine des vents en Irak permet également de situer le Mythe d’Adapa entre les mois de décembre et février modernes, période de l’année où les vents sont calmes et propices à la pêche le matin et s’intensifient brusquement l’après-midi rendant l’activité maritime difficile à ce que les historiens connaissent comme un peuple vivant principalement de pêche dans les époques avancées de l’histoire mésopotamienne,.

## Interprétations du récit
Le Mythe d'Adapa, même s'il semble court, est fort complexe et les thèmes développés ici sont nombreux. Certains illustrent des principes fondateurs de la religion mésopotamienne : la création de l'homme destiné à soulager les dieux de leurs tâches, la prêtrise d'Eridu, l'immortalité des dieux face à la mortalité des hommes.
Dans un premier temps, prenant la phrase « il[Éa] lui donna la sagesse, il ne lui donna pas la vie éternelle » comme une introduction du thème principal de l'histoire, les chercheurs se sont concentrés sur l'aspect relatif à l'immortalité : celle-ci est un privilège des dieux et n'est pas accordée aux hommes, même si Adapa, homme mortel, a été tout près de l'acquérir. Puis, tout en écartant le thème de l'immortalité comme centre du récit, en examinant ce que signifient les présents d'Anu et en replaçant d'autres personnages au centre du récit, les chercheurs tendent à mettre le Mythe d'Adapa dans le cadre du folklore magique des exorcistes de Mésopotamie faisant d'Adapa un personnage lié à la magie et à la prêtrise d'Eridu. Le récit se comprend plus en relation avec les invocations magiques relatives aux soins ou avec la condition de prêtre dans la société mésopotamienne,.

### Le thème de l’immortalité
Le récit d'Adapa semble créé afin de rappeler aux hommes qu'ils subissent la triste condition de mortel face aux dieux qui, eux, sont immortels. Ea est le créateur de l'espèce humaine et, malgré la crise de l'aile brisée du Vent du Sud, il met tout en œuvre pour empêcher son serviteur de devenir immortel même si l'opportunité se présente à lui : il interdit à Adapa de prendre la nourriture et la boisson proposées par Anu.
De là, diverses positions sont adoptées, elles illustrent tantôt la duplicité ou l'intégrité du dieu Ea et la fidélité parfois un peu naïve d'Adapa. Thorkild Jacobsen estime qu'il existe une nourriture réservée aux dieux : ils la mangent naturellement et y puisent leur immortalité. Ea, plutôt désireux de garder Adapa à son service, ne souhaite pas le voir accéder à la condition d'immortel ; il l'empêche donc de manger la nourriture de vie et la boisson de vie et lui ment ainsi en prétendant qu'elle est nocive,. De leur côté, Samuel Noah Kramer et John Maier proposent que si Adapa obtient l'immortalité en absorbant la nourriture offerte par Anu, il l'aurait non seulement fait pour lui-même, mais pour toute l'humanité, ce qui entre en totale contradiction avec l'ordre du monde présenté dans le prologue du fragment A.
Mais, pour Georges Roux, pourquoi Adapa devait-il encore refuser la nourriture et la boisson malgré le pardon d'Anu ? Il donne à cette question deux réponses possibles. Tout d'abord, Ea ment, car il refuse qu'Adapa ingère la nourriture et la boisson des dieux et devienne immortel. Adapa la refuse, vexe Anu qui le renvoie à sa glèbe et tout s'arrête là (fragment B). Mais, Adapa prépare quotidiennement la nourriture des dieux et il sait par conséquent fort bien de quoi celle-ci est faite. L'injonction d'Ea n'est donc qu'une recommandation qui va de soi et à laquelle Adapa obéit aveuglément en refusant toute boisson ou nourriture. C'est ce refus qui, dans le fragment D, le conduit à contempler les cieux, à en percevoir les secrets. Dans cette seconde hypothèse, Ea donne à Adapa les instructions nécessaires afin de lui permettre de revenir sur terre équipé de nouveaux pouvoirs divins et de continuer à le servir parmi les vivants.

### Le passage du profane au sacré
Mario Liverani remarque que la plupart des chercheurs privilégient l'étude du récit à travers le refus de la nourriture et de la boisson de vie, en abandonnant l'acceptation du vêtement et du parfum dans les éléments négligeables. De plus, il constate que les analyses faites jusqu'alors reposent souvent sur une psychologie ou une chronologie qui n'a peut-être pas encore de sens au moment où le récit est écrit. L'assyriologue s'attache à analyser le récit — et, plus particulièrement, la fin du fragment D — de manière plus « algébrique », donnant à chaque élément une valeur négative ou positive, intérieure ou extérieure, fonctionnant ensemble comme dans une opération algébrique.
Concernant les présents d'Anu, il considère le couple « Nourriture + Boisson » comme ayant un aspect « intérieur » et le couple « Vêtement + Huile » comme étant d'aspect « extérieur ». Le chercheur constate ensuite que, dans la plupart des cultures du Proche Orient ancien, ces deux couples sont présents dans des récits qui ont pour cadre ou sujet les lois élémentaires de l’hospitalité. Lorsqu'un étranger est reçu amicalement, il est dans les obligations de l'hôte de lui proposer des présents — souvent un vêtement et/ou de l'huile — et, s'il est admis dans l'intimité du groupe, il se voit offrir un repas.
Le couple « Vêtement + Huile » est assimilable au changement de statut (aspect « extérieur »). Il marque généralement l'admission dans une maison et même parfois l'investiture royale. En son absence (saleté, deuil), il marque le retrait de la société civilisée et, plus grave encore, la nudité en marque l'exclusion. En revanche, le couple « intérieur » « Nourriture + Boisson », représente une acceptation plus intime. La nourriture et la boisson ont une incidence directe sur le problème de la vie, de la subsistance. Seuls les membres permanents ou temporaires d'une famille ont le droit de recevoir des vivres, à la fois dans la famille nucléaire et dans la grande organisation d'un temple ou d'un palais. La vie de celui qui mange à la table d'un groupe — ou d'un dieu — jouit d'une protection totale de la part de celui-ci.
À son arrivée au Ciel, dans le royaume d'Anu, Adapa a passé l'épreuve des deux dieux Dumuzi et Ningishzida. Ces derniers, au moment où Adapa apparaît devant Anu, semblent avoir déjà parlé au dieu du ciel en la faveur du pêcheur. Pardonné, Adapa n'est donc plus un inculpé et ne porte plus le deuil dans lequel Ea l'a mis avant de monter au Ciel. Adapa change de statut et devient un invité du Ciel. Anu, ainsi soumis au devoir d'hospitalité, lui propose les présents « extérieurs » et, par cet acte, l'accepte dans le monde des dieux. Cependant, une pulsion de jalousie envers Ea incite Anu à procurer une sagesse qu'Ea ne peut offrir à Adapa en lui proposant le couple de présents « intérieurs ». En réalité, dans le récit, le couple « Nourriture + Boisson » n'est pas intrinsèquement porteur d'immortalité : si Adapa avait accepté les présents intérieurs, Anu n'aurait pas pu accepter que le pêcheur — un invité à sa table — meure un jour et le dieu du Ciel aurait dû lui donner l'immortalité. Mais, le pêcheur refuse nourriture et boisson et, par là, ne place pas sa vie sous la protection d'Anu. Toutefois, il accepte les présents extérieurs « Vêtement + Huile ». L'usage du vêtement et du parfum fait passer Adapa de l'état de deuil dans lequel Ea l'avait mis vers l'état d'homme du Ciel et ami d'Anu. Ce qui lui permet de visiter et d'admirer les cieux comme aucun mortel ne l'a jamais fait et d'endosser sa pleine intégration sociale dans le royaume des dieux avant de redescendre parmi les vivants.
Ainsi, le mythe apporte un fondement à la condition spécifique de la prêtrise et non pas exclusivement à la mortalité générique de l'humanité. Adapa est et reste mortel, mais il devient un invité « extérieur » des dieux. Les prêtres, bien qu'ils ne soient pas immortels, sont les seuls à pouvoir entrer dans les parties sacrées du temple où les dieux vivent réellement sous forme de statue ou d'effigie. Les prêtres seuls peuvent entrer dans le royaume des dieux pour les servir et les nourrir en s'y sentant comme « à la maison ».
Cependant, Liverani admet une limite à son analyse : la description d'Adapa dans le fragment A présente le personnage comme étant déjà un prêtre s'occupant des tâches rituelles. Pour expliquer cette anomalie, il argumente que le récit ne suit peut-être pas l'ordre chronologique tel qu'il est utilisé dans les récits d'aujourd'hui et que ce passage exprime, en vérité, ce qu'Adapa pourrait être s'il était accepté dans le domaine des dieux. Mais, Philippe Talon propose anticipativement une autre réponse à cette dernière limite : par une minutieuse analyse grammaticale des temps utilisés dans le texte original du fragment A, il observe que les lignes qui décrivent ce qui était compris jusqu'alors comme les fonctions remplies par Adapa sont en réalité des fonctions allouées au dieu Ea « le savant, le plus intelligent des Anunnaki » alors que celui-ci et ses homologues divins devaient pourvoir « En ce temps-là » à leurs propres besoins,.
En ce temps-là, dans ces années-là, le Sage, Fils d'Eridu, [= Adapa]

Ea l'avait créé comme successeur parmi l'humanité.

Apkallu, personne ne peut annuler sa parole,

le savant, le plus intelligent des Anunnaki, c'est lui.

Le saint, celui qui a les mains pures, l'oint qui se soucie sans cesse des rites,

avec les cuisiniers, il faisait la cuisine,

avec les cuisiniers d'Eridu, il faisait la cuisine.

Chaque jour, il pourvoyait à la nourriture et à la boisson d'Eridu.

[De] ses mains pures, il dressait la table,

sans lui, la table n'était pas desservie.

Il manœuvrait le bateau, il allait à la pêche pour Eridu ...
— La légende d'Adapa - version akkadienne (fragment 2) - (Texte de Tell Amarna)
Ce n'est qu'après la description des tâches d'Ea et juste avant que commence l'histoire, quand Adapa prend le bateau, que la seule tâche de ce dernier est exposée : vérifier « chaque jour le verrou d'Eridu ». Adapa, n'est alors qu'un portier et non pas un pêcheur capable de gouverner le bateau d'Ea.
À ce moment-là, Adapa, fils d'Eridu,

lorsque le prince(?) Ea s'étendait sur sa couche,

vérifiait chaque jour le verrou d'Eridu.
— La légende d'Adapa - version akkadienne (fragment 2) - (Texte de Tell Amarna)
À la fin du fragment D, Anu confie au mortel Adapa les fonctions qu'Ea remplissait auprès des dieux « [Alors], Anu plaça sur Adapa la garde [...] (?) (des fonctions ?) » et que « d'Ea, il établit la liberté » le relevant ainsi de devoir rendre les services pour ses pairs, les dieux, décrits dans le prélude.
Il n’est pas impossible que le récit ait été utilisé comme une incantation ou comme un rite de passage, mais son caractère littéraire semble trop fort pour un tel usage. Antoine Cavigneaux et Piotr Michalowski — qui voient, eux aussi, dans ce récit un symbole de passage du profane au sacré — le comprennent plutôt comme une sorte d'incantation transformée en un récit identitaire. Il s'agirait d'un mythe fondateur, récité et transmis dans les écoles d'exorcistes, afin que leurs membres prennent conscience de l'origine, du sens et de l’importance de leur statut de prêtre et de leurs rites. Avoir Adapa pour ancêtre ou saint patron — qui, avant son aventure, disposait déjà du verbe magique, est monté au ciel pour en contempler la splendeur et en est revenu sain et sauf — devait pour un prêtre être une source de fierté. Il semble également possible que ce récit serve à démontrer au monde profane que les prêtres, même s'ils sont sujets aux problèmes du corps et à la mortalité, possèdent le pouvoir de côtoyer les dieux et de leur transmettre les prières. Les écoles plus élitistes avaient pour cette aventure une version sumérienne comme celles de Nippur ou de Me-Turan, mais la plupart devaient se contenter de versions akkadiennes,.

### Une incantation littéraire

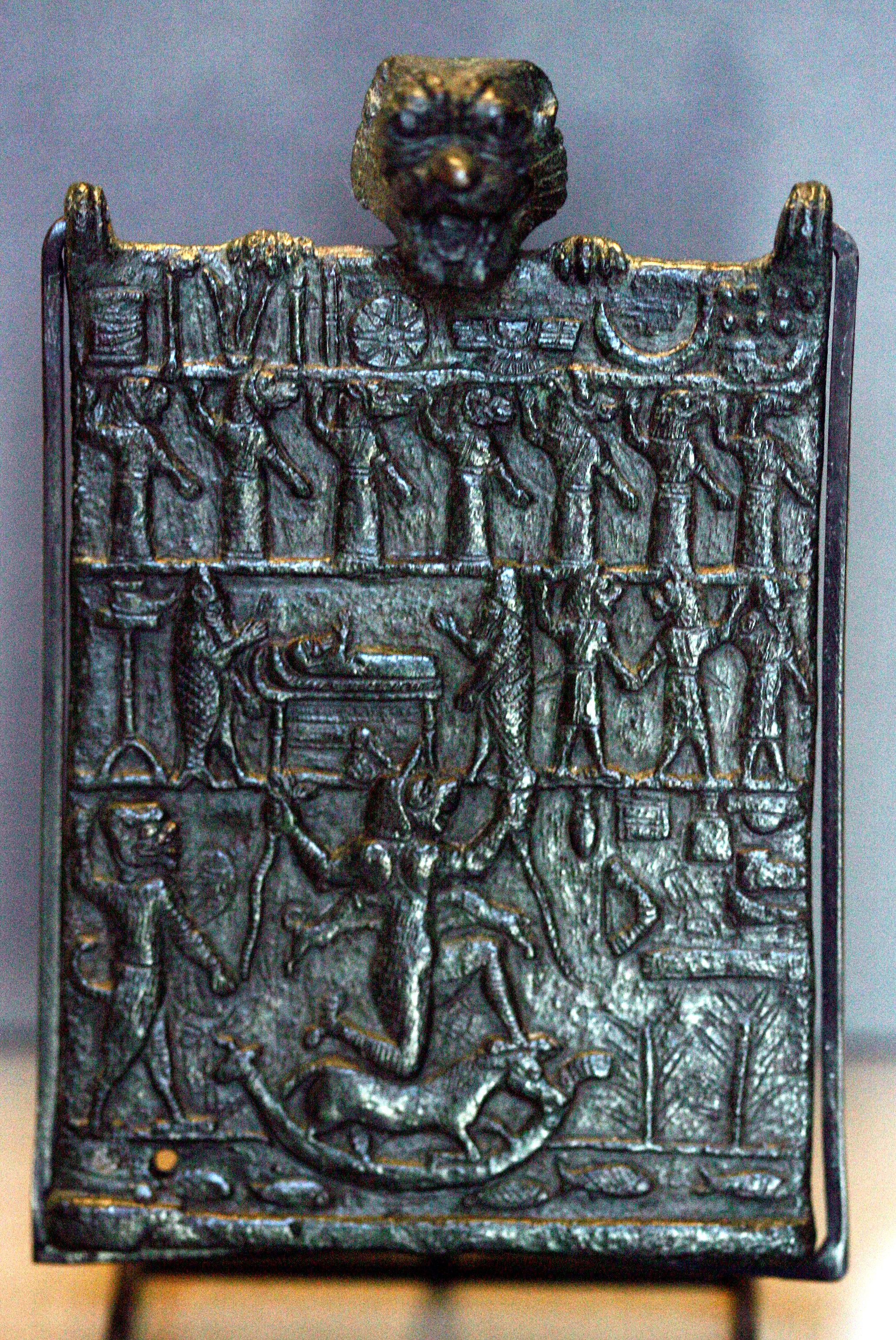
Posée au chevet du malade, cette petite plaque protège ce dernier contre la démone des maladies Lamashtu (visible sur la face avant de la plaque). Au troisième registre, deux prêtres exorcistes habillés en poisson conduisent le rituel de guérison. Période néo-assyrienne. Musée du Louvre, Paris.

Pour l'assyriologue Sara J. Milstein, l'incantation à la fin de la version sumérienne et celle dans le fragment D suggèrent l'utilisation du récit dans des rituels magiques relatifs à la maladie. Tant dans la version de Tell Haddad où l'accent est plus porté sur l'oiseau Vent du Sud porteur de maladies que dans les versions akkadiennes où le récit est plus centré sur Adapa victime du dieu Éa, tout semble être imaginé en parallèle avec le processus habituel de soins délivrés par un exorciste. Ce récit pourrait donc avoir été lu lors de rituels incantatoires ou exorcismes en relation avec la guérison des maladies.
Pour les Mésopotamiens, une maladie est provoquée par l'attaque d'un dieu en colère ou par l'abandon de la victime par son dieu personnel. La victime se trouve alors dans un état situé entre la vie et la mort. La première tâche de l'exorciste est alors d'évaluer quel est le dieu ou le démon responsable de l'état incertain du patient. Et, ce n'est qu'après l'identification de ceux-ci, que l’exorciste peut les réconcilier avec le malade qui trouve ensuite la guérison.
Au moment où Adapa est précipité dans l'eau — submergé dans la « maison du seigneur » — il est placé dans le monde de l'Apsû, le monde d'Éa, un monde qui pourrait être interprété comme l'intermédiaire entre les Enfers et la terre des vivants. Dans le récit, après le passage du Vent du Sud, Adapa, dont on ne précise dans aucun fragment s'il est vivant ou noyé, pourrait se trouver dans une sorte de limbe entre la vie et la mort.
Quant à l'oiseau Vent du Sud, responsable du sort d'Adapa, il s'avère être un agent du dieu Ea : dans le fragment D, Adapa explique à Anu que c'est son maître qui a coupé la mer en deux. Ce qui permet à Anu d'identifier Ea comme étant l'origine de l'agression du Vent du Sud . Ainsi s’accomplit la première étape du processus de guérison devant être effectué par un exorciste : l'identification du dieu responsable de la maladie. Sara J. Milstein reconnaît que la version sumérienne de Tell Haddad n'est pas aussi explicite à ce propos, mais ajoute que l'incantation de fin présente l'oiseau Vent du Sud comme un démon de la maladie et que, tant dans le fragment D que dans la version sumérienne, la levée du Vent du Sud est nécessaire à l'écartement de la maladie.
Après l'examen et l'identification du dieu responsable du mal, l'exorciste établit un pronostic positif, « il vivra / récupérera » ou négatif « il mourra ». En cas de pronostic positif, le traitement peut commencer : il peut alors être demandé au patient d'ingérer ou de toucher divers solides (aliments, pain, herbes, plantes, pierres…) ou liquides comme de l’eau, de la bière, du sang, de l'urine. Des bandes de tissu et de l'huile sont également utilisées pour le traitement. Ce traitement offre également une protection contre les attaques futures et est accompagné d'une incantation récitée par l’exorciste. Le processus de guérison est appelé « bulṭu », du verbe « balāṭu » signifiant « vivre ».
Ici aussi, le lien entre le récit et le processus de soin peut être fait : pour Sara J. Milstein, la nourriture et la boisson qu'Anu offre donc à Adapa n'est pas une offre d'immortalité, mais une médication. Celle-ci est composée, comme chez les exorcistes, de pain et d'eau afin de rester en vie. Ensuite, dans le fragment B, face au refus d'Adapa, Anu comprend qu'Ea a empêché la guérison de son disciple et répond à Adapa « tu ne vivras pas ». Dans les autres versions, il semble donc que le vêtement et l'huile représentent une autre tentative d'Anu afin de délivrer des soins à Adapa. Dans le fragment D, qui présente une fin plus heureuse que celle de la version sumérienne et de celle du fragment B, il semble qu'Anu ait réussi à soigner Adapa, le libère et le protège de son ancien maître Ea.